# Neanastatus reksonus
Neanastatus reksonus är en stekelart som beskrevs av T.C. Narendran 1996. Neanastatus reksonus ingår i släktet Neanastatus och familjen hoppglanssteklar. Inga underarter finns listade i Catalogue of Life.